# Andrea Cotti
Andrea Cotti (San Giovanni in Persiceto, 24 gennaio 1971) è uno scrittore, poeta e sceneggiatore italiano.

## Biografia
Per circa cinque anni ha gestito una libreria a San Giovanni in Persiceto (Bologna).
Dapprima ha pubblicato alcune raccolte di poesia: Per interposta persona, Da quale fuoco (segnalato al Premio Librex Montale, al Premio DeltaPOesia, vincitore del Premio Italo Alighiero Chiusano) e La fede del poco e del meno. Ha vinto il Premio biennale Iceberg per giovani artisti, nella sezione poesia.
Per quanto riguarda le opere di narrativa ha pubblicato invece Tre, la raccolta di racconti Lo stesso discorso di sempre e  Che brutto nome mi hanno dato, Stupido e Francesco vola (questi ultimi sono romanzi per ragazzi).
Dalla sua opera Un gioco da ragazze viene tratto l'omonimo film, così come dal libro Stupido è derivato il film Marpiccolo (2009).
Con i romanzi Il cinese e L'impero di mezzo dà vita al personaggio del detective Luca Wu, vicequestore aggiunto italo-cinese, che gli consente di raccontare i meccanismi della mafia cinese in Italia. Sempre in ambito di giallo pubblica con Carmelo Pecora Interroghiamo il sospettato. Guida per evitare errori per scrittori meticolosi di storie crime e per lettori e spettatori curiosi (Laurana editore, 2022). 
Scrive anche sceneggiature (L'ispettore Coliandro, Un gioco da ragazze, Marpiccolo, Scontro di civiltà per un ascensore a Piazza Vittorio, Il grande gioco). Ha partecipato al documentario Le case bianche, di Mauro Ascione e Emanuele Tammaro, in cui ha raccontato le vicende che sono confluite nella scrittura del film di Alessandro Di Robilant Marpiccolo.

## Opere

### Narrativa
- Tre, Bollati Boringhieri 1996, ISBN 88-339-0985-9
- Lo stesso discorso di sempre, Addictions 1999
- Che brutto nome mi hanno dato, EL 2000, ISBN 88-477-0587-8
- Stupido, EL 2001 rist Rizzoli 2008, ISBN 978-88-17-02255-2
- Francesco vola, EL 2003
- Il fantasma, Fabbri Editori 2004
- Un gioco da ragazze, Colorado Noir/Arnoldo Mondadori Editore 2005 rist. Arnoldo Mondadori Editore 2008, ISBN 88-04-54532-1
- Andrea Cotti e Gianfranco Nerozzi, L'ora blu, Aliberti 2006
- Iso, Fabbri Editori 2007, ISBN 978-88-451-4212-3
- Il cinese, Rizzoli 2018, ISBN 9788817101677
- L'impero di mezzo, Rizzoli 2021 ISBN 9788817158992

#### Racconti in antologie con altri autori
- Malanni, in Delitti italiani, Colorado Noir/Arnoldo Mondadori Editore 2007
- Male al cuore, in Anime nere - Reloaded, Oscar Mondadori 2008

### Poesia
- Parole dell'ultima ora, Edizioni del Leone 1994
- Per interposta persona, I Quaderni del Battello Ebbro 1995
- Da quale fuoco, Book Editore 1996
- La fede del poco e del meno, Book Editore 2000